# Struble (Iowa)
Struble est une ville du comté de Plymouth, en Iowa, aux États-Unis. Elle est incorporée le 17 août 1895.

## Source de la traduction
- (en) Cet article est partiellement ou en totalité issu de l’article de Wikipédia en anglais intitulé « Struble, Iowa » (voir la liste des auteurs).